# Sacra Music
Sacra Music (stylizováno jako SACRA MUSIC) je dceřinou společností japonské nahrávací společnosti Sony Music Entertainment Japan. Byla založena 1. dubna 2017; zakládající sestavu tvořilo 14 interpretů, kteří předtím působili pod záštitou jiných odnoží společnosti Sony. Specializuje se na anime hudbu.
25. září 2021 vydavatelství založilo svůj oficiální YouTube kanál, na němž sděluje novinky prostřednictvím maskota jménem SACRA Rokuban-čo dabovaného VTuberkou Sally Amaki.

## Umělci
- =Love (2017–současnost)[2]
- Aimer (2021–současnost)
- Eir Aoi (2018–současnost)
- Asca (2017–současnost)
- ClariS (2017–současnost)[1]
- Egoist (2017–současnost)[1]
- Elisa (2017–současnost)[1]
- Exina (2019–současnost)[3]
- Flow (2020–současnost)
- Garnidelia (2017–2019)[1]
- Halca (2018–současnost)
- Kana Hanazawa (2017–2021)[1]
- Luna Haruna (2017–současnost)[1]
- Kaguja Luna (2018–současnost)[4]
- Kalafina (2017–2019)[1]
- Tomori Kusunoki (2020–současnost)
- LiSA (2017–současnost)[1]
- Ajano Maširo (2017–současnost)
- Penguin Research (2017–současnost)[1]
- ReoNa (2017–současnost)[5]
- Sóma Saitó (2017–současnost)[6]
- Šuka Saitó (2019–současnost)
- Tomohisa Sakó (–současnost)[1]
- Sangacu no Phantasia (2018–současnost)
- SawanoHiroyuki[nZk] (2016–2017)[1]
- Spira Spica (2018–současnost)
- TrySail (2017–současnost)[1]
- Tsukicro (2017–současnost)[1]
- Zamb (2018–současnost)